# Српска војничка гробља из Првог светског рата у Северној Африци
Српска војничка гробља из Првог светског рата у Северној Африци су историјска места и споменици културе српског народа настали у периоду од 1916 до 1919. године, као потресни доказ о борби српске војске и народа y бурним данима од 1914. до 1919. године. Као споменици српског порекла ван граница Србије она представљају посебну групацију y српском културном и градитељском наслеђу. Први српски војник који је сахрањен на тлу Африке био је Милан Милосављевић из места М. Враша, припадник 10. пука, који је умро у Бизерти 12. јануара 1916, а последњи умрли српски војник био је Божидар Сретеновић из Богданице код Ужичке Пожеге, припадник 4. пука, који је умро у Бизерти 2. августа 1919, неколико месеци пошто се и последњи српски транспорт из бизертске луке запутио у Србију.
Све до повратка последњег транспорта из Бизерте у Србију саборци сахрањених војника неговали су српска војничка гробља и за собом их оставили као цветне баште. И док су данас нека од ових гробаља y целини проучена, обновљена и уређена, већина је зарасла у коров, препуштена зубу времена, пропадању и забораву.

## Суморна статистика
На простору Северне Африке умрло је више од 3.226 српских војника. Међу њима су били и један генерал, 88 официра, 143 подофицира и 42 питомца.
Њихови посмртни остаци расути су у гробницама и на гробним местима у 24 гробља Северне Африке, рачунајући ту и „Плаву гробницу” у бизертском заливу.
На пет гробаља у Тунису и у дубини бизертског залива вечно почива 2.769 српских ратника, а у ондашњој француској колонији Алжиру, на 18 гробаља, кости је расуло 457 српских ратника..  

## Гробља у Тунису
У Тунису српски војници сахрањивани су на следећих 5 гробаља — у Бизерти, Феривилу (данас Мензел Бургиба), Сусу и два у граду Тунису (на грчком гробљу и на градском гробљу Белведере) и у дубини бизертског залива:

### 1. Градско католичко гробље „Ел Асел” у Бизерти
Српски војници који су умирали у бизертским болницама сахрањивани су на Градском католичком гробљу „Ел Асел”. У њему почива 698 српских ратника.
Сахрањивани су у оквиру хришћанског гробља у Бизерти,на посебној парцели резервисаној за Србе, чије земљиште је бизертска општинауступила српској војсци. Гробови су били обележени једнообразним црнимкрстовима и на свакој хумки је било засађено цвеће.
Гробљанска капела са костурницом

Још док је рат трајао, српски војници саградили су на овом гробљу капелу. Камен темељац положен је и освештан на Видовдан 1918. године. У темеље капеле укопан је пергамент са епитафом: 
„Слава јунацима палим за Отаџбину! Нека у овој пријатељској земљи почивају у миру њихове кости, поверене чувању племените Француске!”
 Унутрашњост капеле нa источном зиду фрескодекорисана је cа три иконе које су y функцији иконостаса. Централна икона је Распеће Христово, a лево и десно од ње налазе ce Христ и Богородица са Христом. Иконе су сликане y техници темпера на платну и рад су српског сликара Миодрага Петровића (1888—1950). Испод пода капеле урађеног од мермерних плоча, налази се затворена костурница. Године  1922. године, након што су власти у Бизерти затражиле да се српски војници пребаце у једну костурницу, пошто им је требао простор за проширење гробља, део посмртних остатака положен је у постојећа костурница испод капеле, а део, који није могао у њу да стане положено је у новосаграђену костурнице иза капеле, која је укопаана у земљу поред већ постојеће костурнице.
Данашњи изглед гробља

Војничко гробље y Бизерти данас je y склопу католичког цивилног гробља на простору са свих страна уоквиреног високим чемпресима, и капелом у средини.
Српско војничко гробље у Бизерти се повремено одржава, пошто постојиособа која га чува и врши основно одржавање, али је протоком времена дошлодо неких оштећења. Највише су страдали споменици око капеле. На некима одњих се натписи више не могу ишчитати. Неколико их је поломљено, а камен је оштећен на свим споменицима.

### 2. „Плава гробница” у бизертском заливу
У овој „гробници на дну средоземног мора” леже тела неколико стотина, а најмање 120, српских војника који су после торпедовања француске лађе „Галија“, свој живот окончали на дну Медитерана у бизертско-сицилијанском пролазу и у близини Малте.

### 3. Гробље „Мензел Бургиба”
На гробљу у Феривилу – данас Мензел Бургиба сахрањено, по једним подацима 1.790, а по другом 1.280, српских војника који су умирали по болницама Сиди Абдалаха. По броју сахрањених највеће је српско војничко гробље на тлу Северне Африке. Уместо класичних споменика, Французи су у беспрекорном поретку, у сенци борова и чемпреса, поставили спомен-обележја у виду стилизованих сабљи у облику крста, на којима су плочице са именима страдалника и називи јединица којима су припадали.
Према саопштењу Републичког завода за заштиту споменика културе из 1.982. године, на гробљу се налази 1.048 крстова, од којих су 20 без плочице са именом, а 57 са ознаком непознати војник. Било је и двојног сахрањивања. На 22 крста налази се још по једна плочица са именом другог сахрањеног, која је у начелу постављена изнад плочице првог сахрањеног. На 210 крстова остали су само завртњи којима су друге плочице биле причвршћене па се претпоставља да је и ту било двојног сахрањивања. Према овим подацима може се закључити да је у Мензел Бургиби сахрањено укупно 1.280 српских војника. Позната су имена само 993 војника.
По подацима Луке Николића, писца монографије Србијо, мајко и маћехо, на гробљу је у 1.208 гробова сахрањено 1.790 српских војника.
У близини Српског војничког гробља, у оквиру католичког гробља, налази се маузолеј кружне основе са шест стубова у коме се налазе саркофаг и две урне. Испод њега је заједничка костурница француских и српских војника. Није познато колико је војника ту сахрањено. На горњем ободу маузолеја великим словима је исписано „Francais et Serbes morts pour la patrie”, што значи „Французи и Срби умрли за отаџбину”.

### 4. Католичко гробље „Баб ел Кхадра”
Градско католичко гробље (Европско) „Баб ел Кхадра” налази се на Белведеру, најлепшем делу Туниса (у преводу – „Зелена капија”). На овом гробљу почива 127 српских војника и избеглице, преминули током Првог светског ратау граду Тунису. На овом гробљу сви су били сахрањени у појединачне гробове, у посебном (хришћанском) делу гробља. Француске власти су током 1922. године извршиле пренос свих својих војника и 32 српска војника у једну костурницу. У наредних неколико година пренесено је још 90 војника, уз одобрење српског посланства у Паризу. 
У костурницу је укупно било смештено 130 или 131 посмртни остатак српских војника. Њих 125 или 126 је ексхумирано са гробља на ком је била и костурница, а 5 са грчког гробља у Тунису.

### 5. Грчко православно гробље
На грчком православном гробљу у Тунису, сахрањено је пет српских војника. Они су 10. новембра 1925. године пренети у костурницу која је направљена на гробљу Белведере у Тунису. Имена тих војника нису запамћена, а непозната је и судбина њихових посмртних остатака, као и судбина осталих посмртних остатака из костурнице на Белведеру, где су пренети њихови посмртни остаци.

## Гробља у Алжиру
У Алжиру српски војници сахрањивани су на 18 гробаља:
6.1. Гробље Ба ебл Уд
На гробљу Ба ебл Уд у граду Алжиру сахрањено је 80 српских војника. Међу сахрањенима су они који су страдали у катастрофи француске крстарице „Гамбет”, они који су за време транспорта из Солуна умрли на војном броду и они који су преминули у болници „Маилот” (Мајо) и још четири болнице у граду Алжиру.
7.2.Гробље у Кап Матифу
На гробљу у Кап Матифуу, на месту званом Лазарет сахрањено је 268 српских војника. 
8.3. Гробље у Шершелу
На овом гробљу сахрањен је један српски војник.
9.3. Гробље у Хусејин Деју
На овом гробљу сахрањена су три српска војника.
10.4. Гробље у Дра ел Мизану
На овом гробљу сахрањена су два војника.
11.5. Општинском гробљу у Орану
На овом гробљу сахрањено је 28 српских војника.
12.6. Општинском гробљу у Арзеву
На овом гробљу сахрањена су три војника.
13.7. Гробље у Мерс ел Кебиру
На овом гробљу сахрањена су четири војника. 
14.8. Гробљу у Сиди бел Абесу
На овом гробљу сахрањена су три војника.
15.9. Гробљу у Константину
На овом гробљу сахрањено је пет српских војника.
16.10. Католичком гробљу у Бону
На овом гробљу сахрањено је 24 војника.
17.11. Гробљу Гелми
На овом гробљу сахрањено је 10 војника. 
18.12. Гробљу Сук Аресу
На овом гробљу сахрањена су три војника.
19.13. Гробљу Калеу
На овом гробљу сахрањена су четири војника. 
20.14. Гробљу у Филипвилу
На овом гробљу сахрањено је 12 војника.
21.15. Гробље Сетифу
На овом гробљу ахрањен је један српски војник.
22.16. Гробље у Блиди
На овом гробљу сахрањена су два војника.
23.17. Гробље у Маскари
На овом гробљу сахрањена су четири војника.
24.18. Гробље у (?)